# Lagrâce-Dieu
Lagrâce-Dieu est une commune française située dans le centre du département de la Haute-Garonne en région Occitanie.
Sur le plan historique et culturel, la commune est dans le Lauragais, l'ancien « Pays de Cocagne », lié à la fois à la culture du pastel et à l’abondance des productions, et de « grenier à blé du Languedoc ». Exposée à un climat océanique altéré, elle est drainée par la Mouillonne, le ruisseau le Rauzé et par divers autres petits cours d'eau.
Lagrâce-Dieu est une commune rurale qui compte 555 habitants en 2022, après avoir connu une forte hausse de la population depuis 1975. Elle fait partie de l'aire d'attraction de Toulouse. Ses habitants sont appelés les Gracieux-Divins ou  Gracieuses-Divines.

## Géographie

### Localisation
La commune de Lagrâce-Dieu se trouve dans le département de la Haute-Garonne, en région Occitanie.
Elle se situe à 29 km à vol d'oiseau de Toulouse, préfecture du département, à 15 km de Muret, sous-préfecture, et à 5 km d'Auterive, bureau centralisateur du canton d'Auterive dont dépend la commune depuis 2015 pour les élections départementales.
La commune fait en outre partie du bassin de vie d'Auterive.
Les communes les plus proches sont : 
Puydaniel (1,0 km), Mauressac (2,1 km), Auribail (3,4 km), Miremont (3,4 km), Grazac (4,2 km), Auterive (4,5 km), Esperce (5,0 km), Caujac (5,9 km).
Sur le plan historique et culturel, Lagrâce-Dieu fait partie du Lauragais, occupant une vaste zone, autour de l’axe central que constitue le canal du Midi, entre les agglomérations de Toulouse au nord-ouest et Carcassonne au sud-est et celles de Castres au nord-est et Pamiers au sud-ouest. C'est l'ancien « Pays de Cocagne », lié à la fois à la culture du pastel et à l’abondance des productions, et de « grenier à blé du Languedoc ».
Lagrâce-Dieu est limitrophe de six autres communes.
Les communes limitrophes sont  Auribail, Auterive, Esperce, Miremont, Puydaniel et Saint-Sulpice-sur-Lèze.
| Auribail               | Miremont     |          |
| Saint-Sulpice-sur-Lèze | Lagrâce-Dieu | Auterive |
| Esperce                | Puydaniel    |          |

### Relief et géologie
La superficie de la commune est de 852 hectares. Elle est située dans la vallée de la Mouillonne et sur des coteaux boisés du Volvestre, étagés de 181 mètres  pour le lieu-dit la Pradasse à 321 mètres pour Le Roussel. La commune a la forme d'un parallélogramme de 6 400 mètres de long sur 2 000 mètres de large.

### Hydrographie

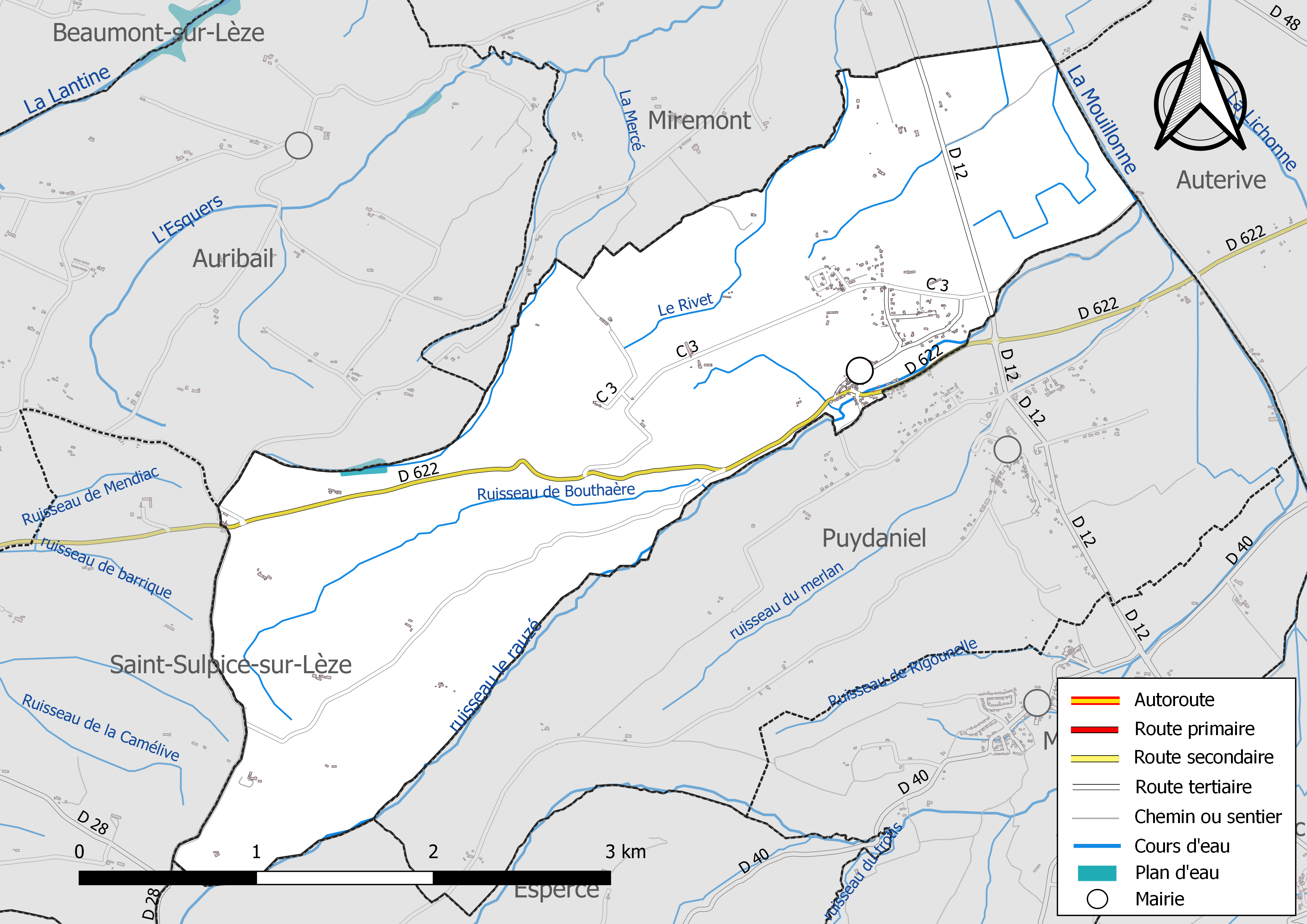
Réseaux hydrographique et routier de Lagrâce-Dieu.

La commune est dans le bassin de la Garonne, au sein du bassin hydrographique Adour-Garonne. Elle est drainée par la Mouillonne, le ruisseau le rauzé, la Mercé, le Rivet, le ruisseau de Bouthaère et par divers petits cours d'eau, constituant un réseau hydrographique de 14 km de longueur totale,.
La Mouillonne, d'une longueur totale de 19,9 km, prend sa source dans la commune de Saint-Ybars (09) et s'écoule vers le nord. Elle traverse la commune et se jette dans l'Ariège à Grépiac, après avoir traversé 10 communes.

### Climat
Pour des articles plus généraux, voir Climat de l'Occitanie et Climat de la Haute-Garonne.
En 2010, le climat de la commune est de type climat du Bassin du Sud-Ouest, selon une étude s'appuyant sur une série de données couvrant la période 1971-2000. En 2020, Météo-France publie une typologie des climats de la France métropolitaine dans laquelle la commune est exposée à un climat océanique altéré et est dans la région climatique Aquitaine, Gascogne, caractérisée par une pluviométrie abondante au printemps, modérée en automne, un faible ensoleillement au printemps, un été chaud (19,5 °C), des vents faibles, des brouillards fréquents en automne et en hiver et des orages fréquents en été (15 à 20 jours).
Pour la période 1971-2000, la température annuelle moyenne est de 13,1 °C, avec une amplitude thermique annuelle de 15,7 °C. Le cumul annuel moyen de précipitations est de 750 mm, avec 9,8 jours de précipitations en janvier et 5,8 jours en juillet. Pour la période 1991-2020, la température moyenne annuelle observée sur la station météorologique la plus proche, située sur la commune de Lherm à 19 km à vol d'oiseau, est de 13,6 °C et le cumul annuel moyen de précipitations est de 620,4 mm,. Pour l'avenir, les paramètres climatiques de la commune estimés pour 2050 selon différents scénarios d’émission de gaz à effet de serre sont consultables sur un site dédié publié par Météo-France en novembre 2022.

### Milieux naturels et biodiversité
Aucun espace naturel présentant un intérêt patrimonial n'est recensé sur la commune dans l'inventaire national du patrimoine naturel,,.

## Urbanisme

### Typologie
Au 1er janvier 2024, Lagrâce-Dieu est catégorisée bourg rural, selon la nouvelle grille communale de densité à sept niveaux définie par l'Insee en 2022.
Elle est située hors unité urbaine. Par ailleurs la commune fait partie de l'aire d'attraction de Toulouse, dont elle est une commune de la couronne,. Cette aire, qui regroupe 527 communes, est catégorisée dans les aires de 700 000 habitants ou plus (hors Paris),.

### Occupation des sols
L'occupation des sols de la commune, telle qu'elle ressort de la base de données européenne d’occupation biophysique des sols Corine Land Cover (CLC), est marquée par l'importance des territoires agricoles (69,1 % en 2018), en diminution par rapport à 1990 (73,3 %). La répartition détaillée en 2018 est la suivante : 
terres arables (65,6 %), forêts (26,5 %), zones urbanisées (4,4 %), zones agricoles hétérogènes (3,5 %). L'évolution de l’occupation des sols de la commune et de ses infrastructures peut être observée sur les différentes représentations cartographiques du territoire : la carte de Cassini (XVIIIe siècle), la carte d'état-major (1820-1866) et les cartes ou photos aériennes de l'IGN pour la période actuelle (1950 à aujourd'hui).

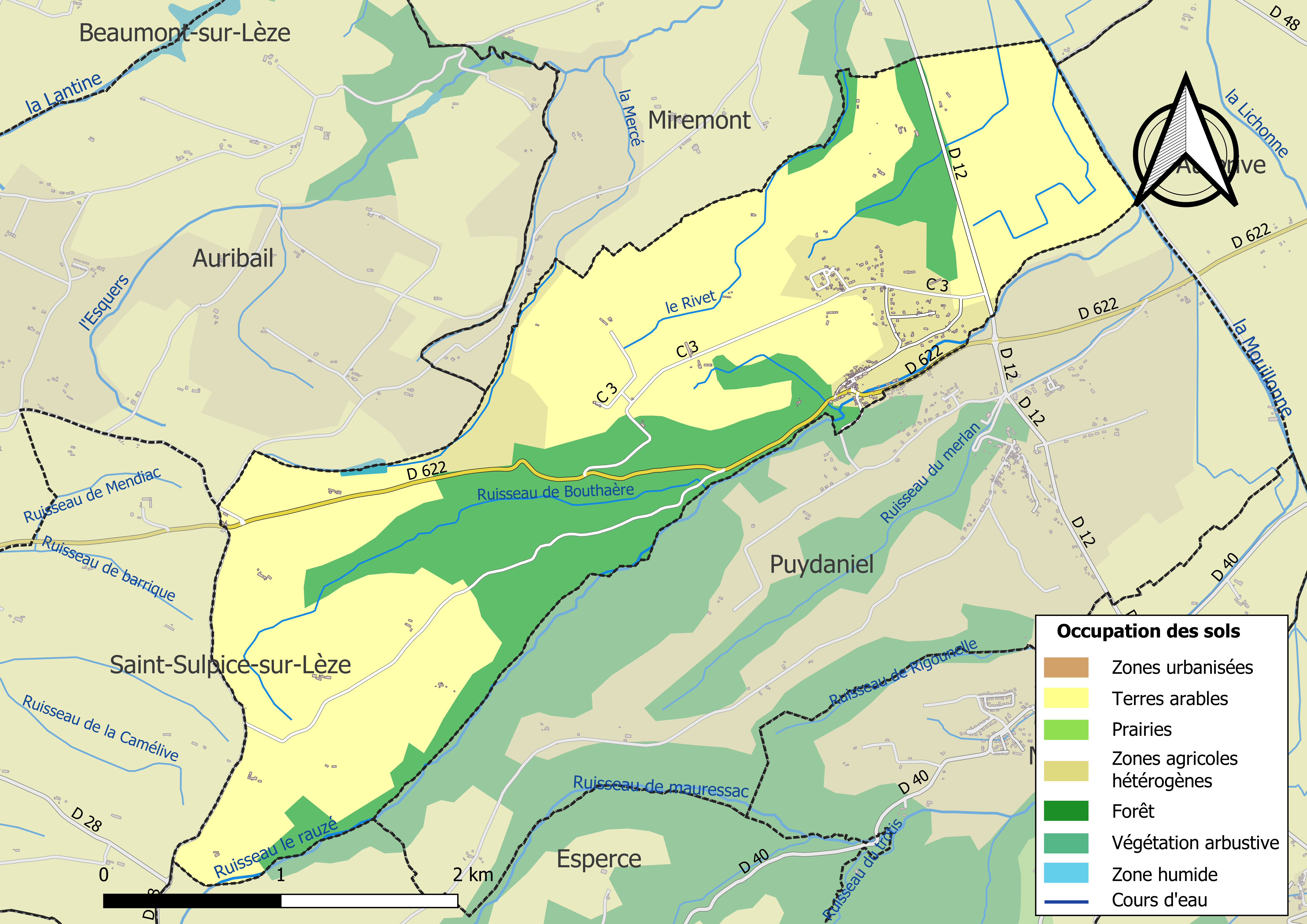
Carte des infrastructures et de l'occupation des sols de la commune en 2018 (CLC).

### Voies de communication et transports
Accès par la route départementale D 622, et le réseau Arc-en-ciel.

### Risques majeurs
Le territoire de la commune de Lagrâce-Dieu est vulnérable à différents aléas naturels : météorologiques (tempête, orage, neige, grand froid, canicule ou sécheresse), inondations, feux de forêts et séisme (sismicité très faible). Un site publié par le BRGM permet d'évaluer simplement et rapidement les risques d'un bien localisé soit par son adresse soit par le numéro de sa parcelle.
Certaines parties du territoire communal sont susceptibles d’être affectées par le risque d’inondation par débordement de cours d'eau, notamment la Mouillonne. La commune a été reconnue en état de catastrophe naturelle au titre des dommages causés par les inondations et coulées de boue survenues en 1982, 1992, 1998, 1999, 2000, 2005, 2007, 2009 et 2018,.
Un plan départemental de protection des forêts contre les incendies a été approuvé par arrêté préfectoral du 25 septembre 2006. Lagrâce-Dieu est exposée au risque de feu de forêt du fait de la présence sur son territoire du massif des Coteaux de l'Ariège. Il est ainsi défendu aux propriétaires de la commune et à leurs ayants droit de porter ou d’allumer du feu dans l'intérieur et à une distance de 200 mètres des bois, forêts, plantations, reboisements ainsi que des landes. L’écobuage est également interdit, ainsi que les feux de type méchouis et barbecues, à l’exception de ceux prévus dans des installations fixes (non situées sous couvert d'arbres) constituant une dépendance d'habitation,

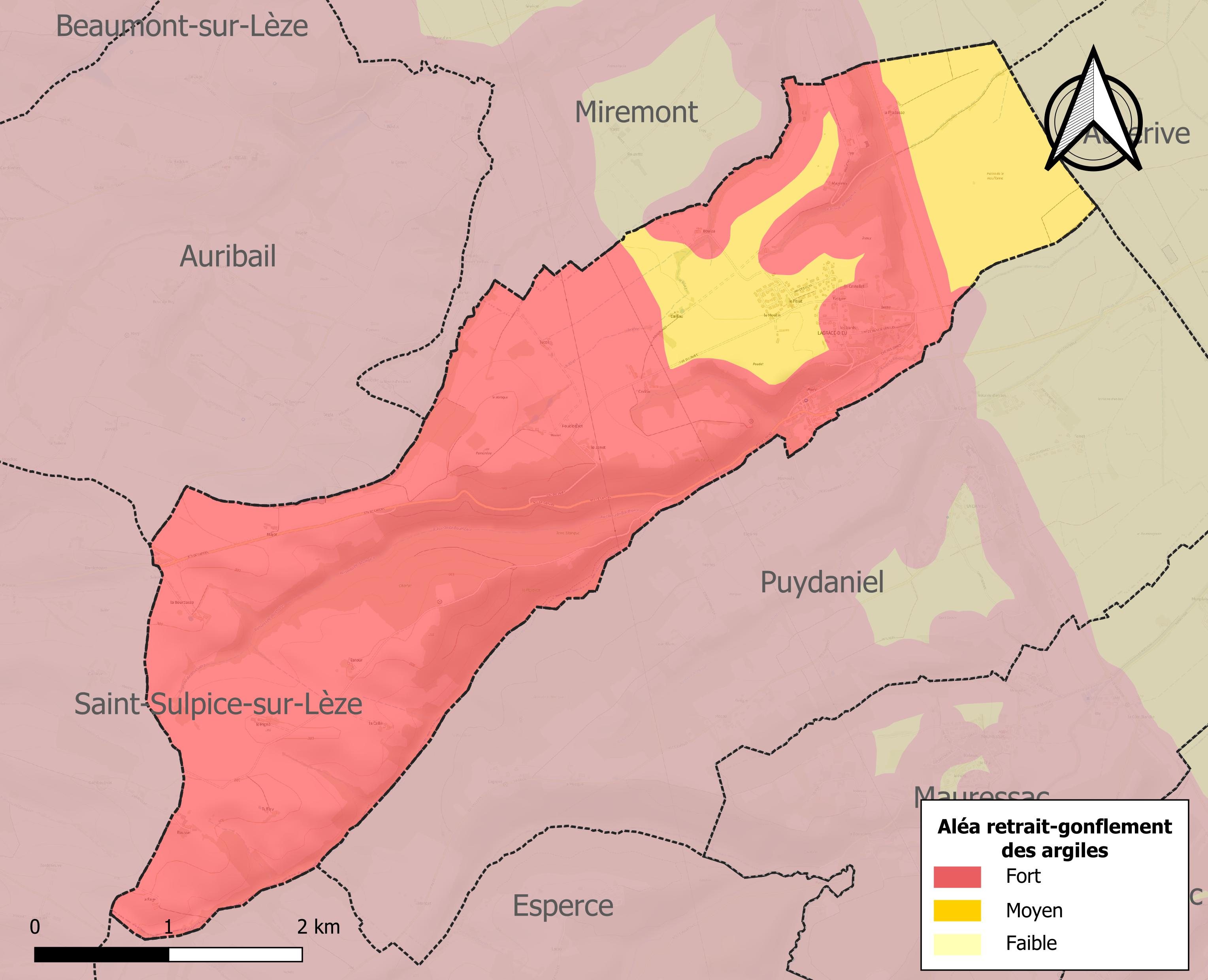
Carte des zones d'aléa retrait-gonflement des sols argileux de Lagrâce-Dieu.

Le retrait-gonflement des sols argileux est susceptible d'engendrer des dommages importants aux bâtiments en cas d’alternance de périodes de sécheresse et de pluie. La totalité de la commune est en aléa moyen ou fort (88,8 % au niveau départemental et 48,5 % au niveau national). Sur les 204 bâtiments dénombrés sur la commune en 2019, 204 sont en aléa moyen ou fort, soit 100 %, à comparer aux 98 % au niveau départemental et 54 % au niveau national. Une cartographie de l'exposition du territoire national au retrait gonflement des sols argileux est disponible sur le site du BRGM,.
Par ailleurs, afin de mieux appréhender le risque d’affaissement de terrain, l'inventaire national des cavités souterraines permet de localiser celles situées sur la commune.
Concernant les mouvements de terrains, la commune a été reconnue en état de catastrophe naturelle au titre des dommages causés par la sécheresse en 1989, 1992, 2002, 2003 et 2016 et par des mouvements de terrain en 1999.

## Histoire
C'est vers le XIIIe siècle que l'on a donné le nom de « Lagrâce-Dieu ». L'abbaye de la localité avait une relique de saint Jean nommée Grâce de Dieu. La commune était formée anciennement de deux territoires entièrement distincts: Lagrâce-Dieu et Magrens. À la fin de la Révolution de 1789 Lagrâce-Dieu et Magrens ne forment qu'un seul village: Rozé rebaptisé Lagrâce-Dieu en 1791.
À partir du Moyen Âge jusqu'à sa disparition en 1790 pendant la révolution française, Lagrâce-Dieu faisait partie du diocèse de Rieux

## Politique et administration

### Administration municipale
Le nombre d'habitants au recensement de 2011 étant compris entre 100 et 499, le nombre de membres du conseil municipal pour l'élection de 2014 est de onze,.

### Rattachements administratifs et électoraux
Commune faisant partie de la septième circonscription de la Haute-Garonne, de la communauté de communes du Bassin Auterivain et du canton d'Auterive.

## Population et société

### Démographie
L'évolution du nombre d'habitants est connue à travers les recensements de la population effectués dans la commune depuis 1793. Pour les communes de moins de 10 000 habitants, une enquête de recensement portant sur toute la population est réalisée tous les cinq ans, les populations de référence des années intermédiaires étant quant à elles estimées par interpolation ou extrapolation. Pour la commune, le premier recensement exhaustif entrant dans le cadre du nouveau dispositif a été réalisé en 2004.

En 2022, la commune comptait 555 habitants, en évolution de −3,98 % par rapport à 2016 (Haute-Garonne : +8,02 %, France hors Mayotte : +2,11 %).
| 1793 | 1800 | 1806 | 1821 | 1831 | 1836 | 1841 | 1846 | 1851 |
| ---- | ---- | ---- | ---- | ---- | ---- | ---- | ---- | ---- |
| 272  | 355  | 389  | 397  | 443  | 462  | 468  | 520  | 515  |

| 1856 | 1861 | 1866 | 1872 | 1876 | 1881 | 1886 | 1891 | 1896 |
| ---- | ---- | ---- | ---- | ---- | ---- | ---- | ---- | ---- |
| 531  | 514  | 501  | 504  | 456  | 437  | 436  | 430  | 336  |

| 1901 | 1906 | 1911 | 1921 | 1926 | 1931 | 1936 | 1946 | 1954 |
| ---- | ---- | ---- | ---- | ---- | ---- | ---- | ---- | ---- |
| 350  | 349  | 310  | 309  | 344  | 350  | 345  | 249  | 262  |

| 1962 | 1968 | 1975 | 1982 | 1990 | 1999 | 2004 | 2006 | 2009 |
| ---- | ---- | ---- | ---- | ---- | ---- | ---- | ---- | ---- |
| 212  | 205  | 207  | 201  | 247  | 269  | 326  | 361  | 433  |

| 2014 | 2019 | 2022 | - | - | - | - | - | - |
| ---- | ---- | ---- | - | - | - | - | - | - |
| 562  | 557  | 555  | - | - | - | - | - | - |

| selon la population municipale des années : | 1968 | 1975 | 1982 | 1990 | 1999 | 2006 | 2009 | 2013 |
| Rang de la commune dans le département      | 365  | 378  | 338  | 294  | 305  | 276  | 255  | 229  |
| Nombre de communes du département           | 592  | 582  | 586  | 588  | 588  | 588  | 589  | 589  |

### Enseignement
Lagrâce-Dieu fait partie de l'académie de Toulouse.
1826 : Les registres de délibération du conseil municipal de Lagrâce-Dieu portent témoignage de l’existence d’une école déjà présente en 1826. Au budget, voté le 5 mai 1825, il est noté dans le registre des comptes au titre de dépenses que le logement et le traitement d’un instituteur s’élèvent à 80 F. (archives municipales de Lagrâce-Dieu).
1839 : Monsieur le maire explique qu’en exécution de l’ordonnance royale du 16 juillet 1833, le conseil municipal doit délibérer, chaque année, au mois de mai, sur l’entretien de l’école primaire communale, sur le taux de rétribution mensuelle et le traitement fixe à accorder à l’instituteur. La somme allouée à l’instituteur est de 132 francs et 90 centimes par les fonds de la commune. Les parents doivent rétribuer mensuellement l’instituteur, seuls les parents indigents ne payent pas de rétribution.
1989 : La classe unique de Lagrâce-Dieu compte 9 élèves. L’école de Puydaniel est fermée déjà depuis quelques années.
1995 : Une classe enfantine (classe maternelle à plusieurs cours) est ouverte à Lagrâce-Dieu. Les locaux sont celui de l’ancien presbytère. 1997 : Une deuxième classe primaire est ouverte à Lagrâce-Dieu.
1999 : Une deuxième classe maternelle est ouverte à Lagrâce-Dieu. 2001 : L’école de Puydaniel est rouverte.
2003 : L’école de Puydaniel compte 20 élèves. L’école de Lagrâce-Dieu compte 72 élèves. Ces deux écoles sont gérées par le SIVOM regroupant les mairies de Lagrâce-Dieu, Mauressac et Puydaniel.
2005 : L’école de Puydaniel compte 23 élèves. L’école de Lagrâce-Dieu compte 92 élèves. Le conseil municipal de Mauressac envisage la construction et l’ouverture d’une école maternelle sur sa commune en 2007.
2009 : le RPI de Lagrâce-Dieu/Puydaniel/Mauressac compte 160 enfants. Il y a maintenant 7 classes: 3 classes à Lagrâce-Dieu, 3 classes à Mauressac et 1 classe à Puydaniel directrice du RPI : L’école de Lagrâce-Dieu : 65 élèves, l’école de Puydaniel : 21 élèves et l’école de Mauressac : 74 élèves.
2011 : le RPI de Lagrâce-Dieu/Puydaniel/Mauressac compte 180 enfants. Il y a 8 classes: 4 classes à Lagrâce-Dieu, 3 classes à Mauressac et 1 classe à Puydaniel. L’école de Lagrâce-Dieu : 89 élèves, l’école de Puydaniel : 15 élèves et l’école de Mauressac : 76 élèves.
2013 : le RPI de Lagrâce-Dieu/Puydaniel/Mauressac compte 194 enfants Il y a 8 classes : 4 classes à Lagrâce-Dieu, 3 classes à Mauressac et 1 classe à Puydaniel. L’école de Lagrâce-Dieu : 94 élèves, l’école de Puydaniel : 24 élèves et l’école de Mauressac : 76 élèves.

### Culture et festivité
Foyer rural, comité des fêtes

### Activités sportives
Chasse, pétanque, randonnée pédestre,

### Écologie et recyclage
La collecte et le traitement des déchets des ménages et des déchets assimilés ainsi que la protection et la mise en valeur de l'environnement se font dans le cadre du Smivom de la Mouillonne.

## Économie

### Revenus
En 2018  (données Insee publiées en septembre 2021), la commune compte 197 ménages fiscaux, regroupant 558 personnes. La médiane du revenu disponible par unité de consommation est de 24 000 € (23 140 € dans le département).

### Emploi
|                | 2008  | 2013  | 2018  |
| -------------- | ----- | ----- | ----- |
| Commune        | 6,3 % | 6,6 % | 6,8 % |
| Département    | 7,7 % | 9,6 % | 9,3 % |
| France entière | 8,3 % | 10 %  | 10 %  |

En 2018, la population âgée de 15 à 64 ans s'élève à 355 personnes, parmi lesquelles on compte 85,5 % d'actifs (78,6 % ayant un emploi et 6,8 % de chômeurs) et 14,5 % d'inactifs,. Depuis 2008, le taux de chômage communal (au sens du recensement) des 15-64 ans est inférieur à celui de la France et du département.
La commune fait partie de la couronne de l'aire d'attraction de Toulouse, du fait qu'au moins 15 % des actifs travaillent dans le pôle,. Elle compte 32 emplois en 2018, contre 41 en 2013 et 35 en 2008. Le nombre d'actifs ayant un emploi résidant dans la commune est de 286, soit un indicateur de concentration d'emploi de 11,3 % et un taux d'activité parmi les 15 ans ou plus de 74,5 %.
Sur ces 286 actifs de 15 ans ou plus ayant un emploi, 21 travaillent dans la commune, soit 7 % des habitants. Pour se rendre au travail, 87,9 % des habitants utilisent un véhicule personnel ou de fonction à quatre roues, 5,7 % les transports en commun, 3,9 % s'y rendent en deux-roues, à vélo ou à pied et 2,5 % n'ont pas besoin de transport (travail au domicile).

### Activités hors agriculture

#### Secteurs d'activités
25 établissements sont implantés  à Lagrâce-Dieu au 31 décembre 2019. Le tableau ci-dessous en détaille le nombre par secteur d'activité et compare les ratios avec ceux du département,.
Le secteur de la construction est prépondérant sur la commune puisqu'il représente 32 % du nombre total d'établissements de la commune (8 sur les 25 entreprises implantées  à Lagrâce-Dieu), contre 12 % au niveau départemental.

#### Entreprises et commerces
L'agriculture basée sur la culture de céréales (maïs, blé…) a encore une place importante mais tend à diminuer en faveur de zones résidentielles liées à la proximité de l'agglomération toulousaine.

### Agriculture
|               | 1988 | 2000 | 2010 | 2020 |
| ------------- | ---- | ---- | ---- | ---- |
| Exploitations | 14   | 9    | 8    | 7    |
| SAU (ha)      | 693  | 812  | 724  | 797  |

La commune est dans le Volvestre, une petite région agricole localisée dans l'est du département de la Haute-Garonne, constituée de collines de terrefort à fortes pentes autrefois consacrées à l’élevage s’orientent aujourd’hui vers les grandes cultures. En 2020, l'orientation technico-économique de l'agriculture  sur la commune est la culture de céréales et/ou d'oléoprotéagineuses. Sept exploitations agricoles ayant leur siège dans la commune sont dénombrées lors du recensement agricole de 2020 (14 en 1988). La superficie agricole utilisée est de 797 ha,,.

## Culture locale et patrimoine

### Lieux et monuments
- Église Saint-Jean-Baptiste.
- Chapelle du château de Magrens (château Roquette)[42].

#### Tombeau de Sicard de Miremont
Description : Une série de quadrilobes dans le goût du XIIIe siècle se développe sur les flancs du tombeau renfermant chacun un écusson chargé d'une pièce héraldique alternativement répétée. C'est tantôt une croix péronée tantôt un lion rampant. L'écusson du milieu est seul chargé de pal. Sicard de Miremont (Sicardus de Miremonte) probablement fils de Bernard un des témoins nommés dans le traité de paix entre Saint Louis et Raymond VII de Toulouse (1229) joua un certain rôle dans les événements qui suivirent la croisade contre les Albigeois. Il figure dans un hommage au dernier Raymond et fut un des commissaires chargés de recueillir les serments de fidélité dans le Toulousain l'Albigeois le Rouergue le Quercy et l'Agenais (1243). On le trouve l'année suivante comme témoin des hommages des comtes d'Astarac et de Comminges. Il rend au comte Raymond Totum jus et dominumin castro sanctoe gvelloe. En 1261 Roger-Bernard II de Foix  jure paréage et fidélité : Dominus castri de Saverduns et nobilis véris éjus Dum Castro penéluit et de Sicardus de Miramonte.
On voit à Miremont, peu distant de Lagrâce-Dieu le tombeau d'Honor de Durfort, femme de Sicard de Miremont.

### Personnalités liées à la commune
- Louis Sorel

## Pour approfondir